# Arion rufus
Arion rufus é uma espécie de molusco gastrópode. Foi descrita por primeira vez por Carl von Linné en 1758.